# Roadhouse Blues
Roadhouse Blues pjesma je sastava The Doors. Cijeli sastav ju je skladao i objavljena je kao prva pjesma s albuma Morrison Hotel.
Kasnije postaje jedna od najpoznatijih pjesama sastava koja se može naći na većini kompilacijskih albuma, kao i na live albumu An American Prayer.